# Mara Viveros Vigoya
Mara Viveros Vigoya (Cali, Colombia, 6 de febrero de 1956) es una académica colombiana.

## Vida
Estudió en el Lycée Français Paul Valéry de Cali y se doctoró en Antropología en la Ecole des Hautes Etudes en Sciences Sociales de París (EHESS).
Es profesora del Departamento de Antropología y de la Escuela de Estudios de Género de la Universidad Nacional de Colombia en Bogotá, Colombia, donde ha enseñado e investigado desde 1998. También es codirectora del Grupo de Investigación "Grupo Interdisciplinario de Estudios de Género".
Ha participado como miembro de la Escuela de Ciencias Sociales del Instituto de Estudios Avanzados de Princeton (NJ) y ha sido invitada, en el Institut des Hautes Etudes sur l'Amérique Latine (IHEAL) y el EHESS de París, al Federal Universidad de Bahía en Brasil y el Centro de Estudios de Género (CALAS) de la Universidad de Guadalajara y UAM-Xochimilco (México). Fue presidenta de la Asociación de Estudios Latinoamericanos.
Sus intereses de investigación incluyen temas vinculados con teorías y epistemologías feministas; diferencias y desigualdades sociales; intersecciones entre género, raza y sexualidad; y hombres y masculinidades. Sus áreas de investigación son las clases medias "negras" en Colombia; ideologías  y prácticas antirracistas; y hombres y masculinidades en los estudios feministas. 

## Obras publicadas

### Libros (como autora, coautora y editora)
- 2001 - Cuerpo, Differencias y Desigualdades (Spanish Edition); Mara Viveros Vigoya (Author); Gloria Garay Ariza (Author); Universidad Externado de Colombia
- 2006 - Discursos sobre el colonialismo (Cuestiones De Antagonismo/ Antagonism Matters); Aimé Césaire (Author), Beñat Baltza Álvarez, Juan Mari Madariaga, Mara Viveros Vigoya (Translators); Ediciones Akal
- 2008 - Raza, etnicidad y sexualidades. Ciudadanía y multiculturalismo; Mara Viveros Vigoya, Peter Wade and Fernando Urrea Giraldo (Editors); Universidad Nacional de Colombia
- 2013 - Saberes culturales y derechos sexuales en Colombia; Mara Viveros Vigoya (Author), Tercer Mundo Editores
- 2019 - Antropología y feminismo; Alhena Caicedo, Lila Abu-Lughod, Mara Viveros Vigoya, Diana Gómez Correal, Diana Ojeda; Asociación Colombiana de Antropología (ACANT)

### Artículos / Capítulos (selección)
- 2018. "Race, Indigeneity and Gender: Colombian Feminism Learning, Lessons for Global Feminism". En: James W Messerschmidt, Patricia Yancey Martin, Michael A. Messner & Raewyn Connell (eds.), Gender Reckonings. New Social Theory and Research, New York: New York University Press, pp. 90–110.[5]
- 2018. "De la extraversión a las epistemologías nuestramericanas: Un descentramiento en clave feminista". En: Santiago Gómez Obando, Catherine Moore Torres y Leopoldo Múnera Ruiz (coords.): Los saberes múltiples y las ciencias sociales y políticas, Bogotá, Universidad Nacional de Colombia, pp. 171–192.[6]
- 2017. Viveros, Mara y Oyeronke Oyewumi: "La invención de las mujeres. Una perspectiva africana sobre los discursos occidentales del género. Bogotá: en la Frontera". En: Revista LiminaR, Estudios Sociales y Humanísticos, 16 (1). 2013–2206.[7]
- 2015. "The sexual erotic market as an analytical framework for understanding erotic-affective exchanges in interracial sexually intimate and affective relationships". En: Culture, Health & Sexuality, 17 (1). 1–13[8]
- 2014. Viveros Vigoya, Mara y Lesmes Espinel,Sergio. "Cuestiones raciales y construcción de Nación en tiempos de multiculturalismo". En: Universitas Humanistica, (77). 13–31.[9]